# Dehaasia titanophylla
Dehaasia titanophylla là loài thực vật có hoa trong họ Nguyệt quế. Loài này được (Airy Shaw) Kosterm. miêu tả khoa học đầu tiên năm 1955.